# コモド空港
コモド空港（コモドくうこう、インドネシア語: Bandar Udara Komodo、英語: Komodo Airport）は、東ヌサ・トゥンガラ州フローレス島ラブハンバジョにある空港で、ムティアラII世空港とも呼ばれている。  

## 就航路線

### 国内線
- Indonesia Air Transport
  - デンパサール国際空港
- ペリタ航空
  - デンパサール国際空港、マウメレ空港
- トリガナ航空
  - ルトゥン空港